# Echipa națională de fotbal a Bahamasului
Echipa națională de fotbal a Bahamasului reprezintă statul Bahamas în fotbalul internațional.

## Istorie
Bahamas și-a făcut debutul internațional la Jocurile din America Centrală și Caraibe din 1970, pierzând cu 3-0 cu Puerto Rico, 8-1 cu Antilele Olandeze și 5-0 cu Venezuela.  Totuși, au obținut primul lor egal, o egalitate de 2–2 împotriva Republicii Dominicane.  Bahamas au concurat la Jocurile Panamericane din 1971, câștigând primul lor meci cu 4–2 în fața Republicii Dominicane, dar nereușind să avanseze dincolo de faza grupelor.  Au revenit să joace la Jocurile din America Centrală și Caraibe în 1974 și au realizat o victorie istorică cu 1-0 în fața Panama, dar apoi au pierdut cu 3-0 în fața Bermudelor și 2-0 în fața Republicii Dominicane.
Bahamas a suferit cea mai gravă înfrângere pe 28 aprilie 1987, în fața echipei Mexicului, care i-a zdrobit cu 13-0 în cadrul turneului de calificare pentru Jocurile Panamericane din 1987.
Bahamas s-a retras de la calificarea la Cupa Mondială din 1998 în anii 1990, permițând Saint Kitts și Nevis să treacă în runda următoare.  Bahamas a trecut de turul preliminar al Cupei Caraibelor din 1999, dar a terminat pe ultimul loc în grupa lor, după ce nu a reușit să învingă Bermuda (0–6), Cuba (0–7) și Insulele Cayman (1–4).
Baha Boyz a concurat în trei preliminarii consecutive la Cupa Mondială în anii 2000, pierzând în fața Haiti (scor total 13–0), Dominica (scor total 4–2) și Jamaica (scor total 13–0).  Au trecut în prima rundă a Cupei Caraibelor în 2007, dar au terminat ultimul în turul al doilea de calificare, după Barbados, Saint Vincent și Bermuda.
Bahamas a învins Insulele Turks și Caicos cu un scor total de 10–0 în calificările la Cupa Mondială din 2014, avansând în faza a doua.  Cu toate acestea, echipa s-a retras din competiție deoarece renovările la Stadionul Thomas Robinson nu fuseseră finalizate și jocul meciurilor în locuri neutre ar fi fost prohibitiv din punct de vedere financiar.  Ei s-au confruntat cu Bermuda în primul tur al calificărilor la Cupa Mondială din 2018, pierzând cu 8-0 la general.Bahamas nu a reușit să marcheze niciun gol în primul tur al calificărilor la Cupa Mondială 2022, terminând pe ultimul loc cu 15 goluri primite.

## Calificări

### Campionatul mondial
- 1930 până în 1994 - nu a participat
- 1998 - s-a retras
- 2002 până în 2022 - nu s-a calificat

### Cupa de Aur
- 1991 până în 1998 - nu a participat
- 2000 - nu s-a calificat
- 2002 - s-a retras
- 2003 - nu a participat
- 2005 - s-a retras
- 2007 - nu s-a calificat
- 2009 până în 2011 - nu a participat

### Cupa Caraibelor
- 1989 to 1998 - nu s-a calificat
- 1999 - grupe
- 2001 - s-a retras
- 2005 - grupe
- 2007 - a doua rundă
- 2008 - nu a participat

### Jocurile Panamericane
- 1951 to 1967 - nu a participat
- 1971 - prima rundă
- 1975 to 2003 - nu a participat

## Lotul actual
Match Date: 4 iunie 2013 

| 1  | GK | Raynaldo Sturrup   | 11 ianuarie 1990 (35 de ani)  | Thomas University                  |  |  |
| 12 | GK | Torin Ferguson     | 29 iulie 1985 (39 de ani)     | Bears FC                           |  |  |
| 21 | GK | Shari Clarke       | 11 februarie 1988 (37 de ani) | Liber de contract                  |  |  |
|    |    |                    |                               |                                    |  |  |
| 17 | DF | Shemord Thompson   | 15 ianuarie 1987 (38 de ani)  | Rodgers State Hill Cats            |  |  |
| 8  | DF | Michael Bethel     | 21 aprilie 1990 (34 de ani)   | Tampa Spartans                     |  |  |
| 6  | DF | Mackenson Altidor  | 20 iunie 1984 (40 de ani)     | Lancaster Inferno                  |  |  |
| 5  | DF | Dwayne Forbes      | 20 ianuarie 1989 (36 de ani)  | Liber de contract                  |  |  |
| 3  | DF | Dana Veth          | 1 septembrie 1987 (37 de ani) | Sprring Hill Badgers               |  |  |
| 2  | DF | Anton Sealey       | 19 noiembrie 1991 (33 de ani) | Orlando City U-23                  |  |  |
| 4  | DF | Happy McNair Hall  | 15 octombrie 1987 (37 de ani) | Liber de contract                  |  |  |
| 22 | DF | Gavin Christie     | 6 august 1991 (33 de ani)     | Cavalier FC                        |  |  |
| 20 | DF | Duane Beneby       | 7 iunie 1993 (31 de ani)      | Liber de contract                  |  |  |
|    |    |                    |                               |                                    |  |  |
| 11 | MF | Cameron Hepple     | 19 mai 1988 (36 de ani)       | Liber de contract                  |  |  |
| 13 | MF | Jonathan Sykes     | 9 februarie 1990 (35 de ani)  | Maryville College                  |  |  |
| 16 | MF | Raymorn Sturrup    | 3 mai 1992 (32 de ani)        | Thomas University                  |  |  |
| 18 | MF | Jackner Louis      | 15 ianuarie 1993 (32 de ani)  | Dynamos                            |  |  |
| 14 | MF | Christopher Larson | 1 octombrie 1991 (33 de ani)  | The Catholic University of America |  |  |
| 15 | MF | Andrew Pratt       | 17 iulie 1991 (33 de ani)     | Liber de contract                  |  |  |
|    |    |                    |                               |                                    |  |  |
| 9  | FW | Lesly St. Fleur    | 21 martie 1989 (36 de ani)    | Montego Bay United F.C.            |  |  |
| 10 | FW | Nesley Jean        | 27 august 1985 (39 de ani)    | Bears FC                           |  |  |
| 19 | FW | Denair Mitchell    | 23 august 1989 (35 de ani)    | Liber de contract                  |  |  |
| 7  | FW | Demont Mitchell    | 24 octombrie 1988 (36 de ani) | Hofstra University                 |  |  |

## Antrenori
- Randy Rogers (1987)
- Gary White (1999–2006)
- Neider dos Santos (2006–2010)
- Kevin Davies(2011–prezent)